# Bovíctids
Els bovíctids (Bovichthyidae per a uns autors o Bovichtidae per a uns altres) són una família de peixos inclosa en l'ordre Perciformes, tant marins com d'aigua dolça.

## Gèneres i espècies
Existeixen 11 espècies agrupades en 3 gèneres.
- Gènere Bovichtus (Valenciennes a Cuvier i Valenciennes, 1832)
  - Bovichtus angustifrons (Regan, 1913)
  - Bovichtus argentinus (MacDonagh, 1931)
  - Bovichtus chilensis (Regan, 1913)
  - Bovichtus diacanthus (Carmichael, 1819)
  - Bovichtus oculus (Hardy, 1989)
  - Bovichtus psychrolutes (Günther, 1860)
  - Bovichtus variegatus (Richardson, 1846)
  - Bovichtus veneris (Sauvage, 1879)
- Gènere Cottoperca (Steindachner, 1876)
  - Cottoperca gobio (Günther, 1861)
- Gènere Halaphritis (Last, Balushkin i Hutchins, 2002)
  - Halaphritis platycephala (Last, Balushkin i Hutchins, 2002)